# Ночные кошмары и фантастические видения (телесериал)
«Ночные кошмары и фантастические видения» (англ. Nightmares and Dreamscapes: From The Stories Of Stephen King) — американский 8-серийный телесериал ужасов, снятый по мотивам рассказов Стивена Кинга. Эпизоды выходили на канале TNT.

## В ролях
| Актёр           | Роль                                    |
| --------------- | --------------------------------------- |
| Том Беренджер   | Ричард Киннелл                          |
| Уильям Х. Мэйси | Клайд Амни / Сэм Лэндри / Джордж Дэммик |
| Рон Ливингстон  | Говард Форной                           |
| Уильям Хёрт     | Джейсон Рэншоу                          |
| Саманта Мэтис   | Карен Эванс                             |
| Клэр Форлани    | Дорис Фриман                            |
| Генри Томас     | Роберт Форной                           |
| Джереми Систо   | Вилли Эванс                             |
| Ким Дилейни     | Мери Ривингем                           |
| Ричард Томас    | Говард Котрелл                          |

и другие.

## Список эпизодов
| # | Название                        | Сюжет | Оригинальная дата выхода |
| - | ------------------------------- | --- | ------------------------ |
| 1 | Поле боя                        | Профессиональный киллер получает набор игрушечных солдатиков после того, как убил директора игрушечной компании.                                      | 12 июля 2006             |
| 2 | Крауч-Энд                       | Пара отправляется на медовый месяц в Лондон, где они попадают в иное измерение.                                                                       | 12 июля 2006             |
| 3 | Последнее дело Амни             | После смерти сына, писатель создаёт своё литературное альтер эго — частного детектива из 1930-х годов и заставляет его поменяться жизнями.            | 19 июля 2006             |
| 4 | Конец всей этой гадости         | Создатель фильмов в последние минуты жизни вспоминает о трагическом эксперименте своего гениального брата, желавшего прекратить насилие во всём мире. | 19 июля 2006             |
| 5 | Дорожный ужас прёт на север     | Известный автор рассказов ужасов покупает жуткую картину, которая может менять реальность.                                                            | 26 июля 2006             |
| 6 | Пятая четвертушка               | Выпущенный на свободу заключённый пускается в погоню за деньгами, рискуя своей свободой и семьёй.                                                     | 26 июля 2006             |
| 7 | Секционная комната номер четыре | Укушенный ядовитой змеёй, мужчина впадает в кому, и его признают мёртвым.                                                                             | 2 августа 2006           |
| 8 | Рок-н-ролльные небеса           | Пара теряется в странном месте, которое населяют умершие легенды рок-н-ролла.                                                                         | 2 августа 2006           |

## Экранизации
Сборник рассказов Ночные кошмары и фантастические видения:
- Последнее дело Амни / Umney’s Last Case
- Рок-н-ролльные небеса / You Know They Got A Hell Of A Band
- Конец всей этой гадости / The End Of The Whole Mess
- Пятая четвертушка / The Fifth Quarter
- Крауч-Энд / Crouch End

Сборник рассказов Всё предельно:
- Дорожный ужас прёт на север / The Road Virus Heads North
- Секционный зал номер четыре / Autopsy Room Four

Сборник рассказов Ночная смена:
- Поле боя / Battleground